# 미나미 지로
미나미 지로(일본어: 南 次郎, 1874년 8월 10일 ~ 1955년 12월 5일)는 일본 제국의 군인, 정치인이며 병과는 육군 기병이었다. 1936년부터 1942년까지 제7대 조선총독을 역임하였으며, 총독 재직 중 조선인에게 내선일체와 창씨개명령을 시행하였다. 1940년 1월 그는 창씨개명은 강제성이 아니라 자율성에 맡긴다고 발표하였으나 창씨개명은 강제로 단행되었고, 창씨개명 정책에 대한 혼선과 조선인의 반발로 1942년 총독직에서 해임되었다. 1945년 일본의 패전 이후 A급 전범의 한사람으로 지목되었다.

## 생애

### 초기 이력과 군 복무
미나미 지로는 1874년, 일본 제국 규슈 오이타현(大分縣) 히지에서 태어나 육군사관학교를 졸업하고 소위로 임관하였으며, 1903년 일본 육군대학을 졸업하고 기병으로서 러일 전쟁에 참가하였다. 이후에도 기병 지휘관으로 계속 복무하였으며, 육군대학 기병과목 교관, 기병연대장, 일본 육군성 군무국 기병과장 등을 지냈다. 그 뒤 재중국주둔군 사령관으로 부임했다가 귀국하여 일본 육군사관학교장을 지냈다.
1919년에 육군 소장으로 진급하였고, 1926년 중장으로 승진하여 사단장이 되었다. 1927년부터 1929년까지는 참모 차장을 역임하였다. 이후 일본군 제16사단장을 거쳐 조선군 사령관에 임명되었고, 1930년 대장으로 승진하였다.

### 육군 대신과 조선 총독
1931년 와카쓰키 레이지로(若槻禮次郞) 내각의 육군 대신으로 발탁되어 일본으로 돌아왔고, 그는 육군 대신 재직시절 관동군이 만주 침략을 독단적으로 결정하고 실행하는 등의 전횡을 일삼아 이를 억제하기 위해 노력했으나, 성공적이지 못했다.
이후 만주국에 부임하여 일본 대사 겸 관동군 사령관을 역임했으나, 1936년 2·26 사건의 여파로 예편하였다.
이후 조선 총독으로 부임하여 1920년대 전임총독이었던 사이토 마코토(齋藤實)가 수립한 유화책인 문화 통치를 뒤집고 각종 황국신민화 정책을 실시하였다. 그가 부임한 6년 동안 "내선일체 (內鮮一體)"의 모토 아래서 지원병 제도를 실시했으며, 창씨개명, 조선어 사용 금지 등의 민족 말살 정책을 강행하였다.
1936년 예편 이후 예비역 신분으로 조선총독부 총독에 부임하였다. 조선 총독 이후에는 종전까지 주로 추밀원과 귀족원에서 일하였다.
1939년 10월 안중근의 아들 안준생과 이토 히로부미 공작의 아들 이토 분키치 남작의 화해를 조성하는 내선융화(内鮮融和) 이벤트를 기획하였다.

### 창씨개명
1940년 1월부터 미나미 총독은 창씨개명을 하는 것이 어떻겠느냐는 주제의 담화문을 발표했고 이는 조선 사회에 논란이 되었다. 1월 4일 미나미 총독은 조선인들에게 창씨개명을 강요할 생각이 없다고 천명했다. 그런데 그가 뒤이어 조선인들이 창씨개명하면 흐뭇하게 생각할 것이라는 점을 분명하게 시사하는 바람에 상황이 더욱 복잡해졌다. 총독에게 아부하는 조선인 지식인들은 당연한 것이라며 총독을 추켜세웠다.
5월 1일 오전 조선인 지도자 윤치호는 창씨개명에 부정적이었다는 이유로 조선총독부 경무국에서 소환조사를 받고 풀려났다. 한편 창씨개명령이 떨어지자 독립운동단체에서는 성과 이름을 바꿔서 민족혼을 말살하려 한다며 조선총독부를 규탄했다. 미나미 지로 총독과의 면담에서 윤치호는 사회적 갈등 완화를 위해 창씨개명 기일을 연기해 달라고 부탁했다.

1940년 경성부청 민원국 호적과에 찾아가 창씨개명 등록을 하는 경성부 주민들

윤치호는 거듭 창씨개명 기일을 연기해달라고 청했고, 그 뒤 윤치호의 청을 받아들인 미나미 지로 총독은 창씨개명령 시한을 늦춰 1941년 1월부터 창씨개명이 대대적으로 단행된다. 미나미는 조선인의 창씨개명을 자율에 맡긴다고 했으나, 창씨개명에 부정적이었던 윤치호와 창씨개명에 자발적인 참여를 주장했던 이광수조차도 그의 주장의 진의를 의심하였다.
1939년 12월부터 창씨개명에 자발적으로 동참하자고 권고한 이광수 조차 총독의 희망하는 사람에 한해서 창씨개명을 해도 좋다는 주장에 의혹을 제기한다. 이광수는 '당국은 창씨개명을 강요하는 일은 (절대) 없을 거라고 말합니다. 그러나 그들은 갖가지 수단과 방법을 동원해서 우리가-우리들 대부분이-창씨개명하도록 조처할 것이 틀림없을 것'이라는 점과 '우리 어른들이야 창씨개명할 필요가 없을지도 모릅니다. 하지만 아이들은 입학과 취직시에 (각종) 차별대우를 받을 것'이라며 창씨개명 거부 이후의 불이익을 예상, 우려하였다.
윤치호 역시 창씨개명을 거부할 경우에 가해질 불이익을 염려하였다. '당국이 이미 창씨개명하기로 결정한 이상, 그들은 조선인들이 창씨개명하도록 반드시 조치를 취할 것이다. 그들은 창씨개명을 거부하는 저명한 조선인들을 반일분자로 블랙리스트에 올릴 것'이라는 점을 지적했다.

### 극동 국제 군사 재판
그는 종전 당시 중국 침략전쟁의 공동모의 및 실시 책임자로 지목, 전범으로 체포되어, 극동국제군사재판에 회부되었다.
주로 육군 장관 재직 시절 중일 전쟁과 만주국 수립에 관련된 혐의로 유죄 판결을 받았다. 그러나 미국, 영국에 대한 개전에는 무죄 판결을 받았다. 이후 종신형을 선고받고 복역하다 1954년 건강 악화로 석방되었고, 1년 후에 자택에서 사망하였다.

## 저서
- 《미나미 지로 일기》

## 대중매체
- 오세홍 - 야인시대 2002년 SBS 드라마
- 문회원 - 서울 1945 2006년 KBS 드라마